# Ambongia
Ambongia là chi thực vật có hoa trong họ Acanthaceae.